# Ga Lang Khay
Ga Lang Khay là một nhà ga xe lửa tại huyện Văn Yên, tỉnh Yên Bái. Nhà ga là một điểm của đường sắt Hà Nội - Lào Cai và nối với ga Lâm Giang với ga Lang Thíp.